# Ханабад (Ходжалинский район)
Ханабад (азерб. Xanabad) — село в Ходжалинском районе Азербайджана, является центром Ханабадского сельского административно-территориального округа.

## География
Село Ханабад является центром Ханабадского сельского административно-территориального округа Ходжалинского района, при этом в состав этого сельского административно-территориального округа входят также сёла Аггядик и Ашагы-Гылычбаг. Село расположено в 20 км от Ханкенди, в предгорной местности на высоте 575 м.

## История
Село Ханабад является одним из древних населённых пунктов.
На 1 января 1977 года село являлось центром одноимённого сельсовета, входящего в состав Степанакертского района Нагорно-Карабахской автономной области Азербайджанской ССР. 
Указом Президиума Верховного Совета Азербайджанской ССР от 15 мая 1978 года было постановлено утвердить решение исполнительного комитета областного Совета народных депутатов Нагорно-Карабахской автономной области о переносе центра Степанакертского района из города Степанакерт (ныне Ханкенди) в рабочий посёлок Аскеран и переименовании Степанакертского района в Аскеранский район. В результате село оказалось в составе Аскеранского района НКАО Азербайджанской ССР.
2 сентября 1991 года на совместной сессии Нагорно-Карабахского областного и Шаумяновского районного Советов народных депутатов была принята Декларация о провозглашении Нагорно-Карабахской Республики в границах Нагорно-Карабахской автономной области и сопредельного Шаумяновского района Азербайджанской ССР.
26 ноября 1991 года Верховный Совет Азербайджанский Республики принял закон «Об упразднении Нагорно-Карабахской автономной области Азербайджанской Республики». В законе было установлено помимо упразднения Нагорно-Карабахской Автономной Области также и упразднение Аскеранского района, образование Ходжалинского района с центром в городе Ходжалы и передача территории упразднённого Аскеранского района в состав Ходжалинского района.
Село Ханабад является центром Ханабадского сельского административно-территориального округа Ходжалинского района Азербайджана.
В результате Карабахского конфликта в 1992 году село было занято армянскими вооружёнными формированиями и попало под контроль непризнанной Нагорно-Карабахской Республики. Согласно административно-территориальному делению непризнанной республики село располагалось в Аскеранском районе НКР и называлось Ханабад (арм. Խանաբադ) или Хнапат (Խնապատ).
Согласно Трёхстороннему Заявлению в ночь с 9 по 10 ноября 2020 года, подписанному по итогам Второй Карабахской войны, село перешло под контроль Российских миротворческих сил.
В результате боевых действий в сентябре 2023 года Азербайджан восстановил свой контроль над селом.
22 декабря 2023 года село посетил Президент Азербайджана Ильхам Алиев.

## Население
Согласно Кавказскому календарю на 1910 год, население села к 1908 году составляло 1 139 человек, в основном армян. Согласно Кавказскому календарю на 1912 год, к началу 1911 года население села так же было преимущественно армянское.
По состоянию на 1 января 1933 года в селе проживало 1170 человек (218 хозяйств), все — армяне.
По состоянию на 1986 год в селе проживало 1033 человека.

## Экономика
В период Азербайджанской ССР население занималось сельским хозяйством. В селе были средняя школа, дом культуры, библиотека, медицинский пункт.

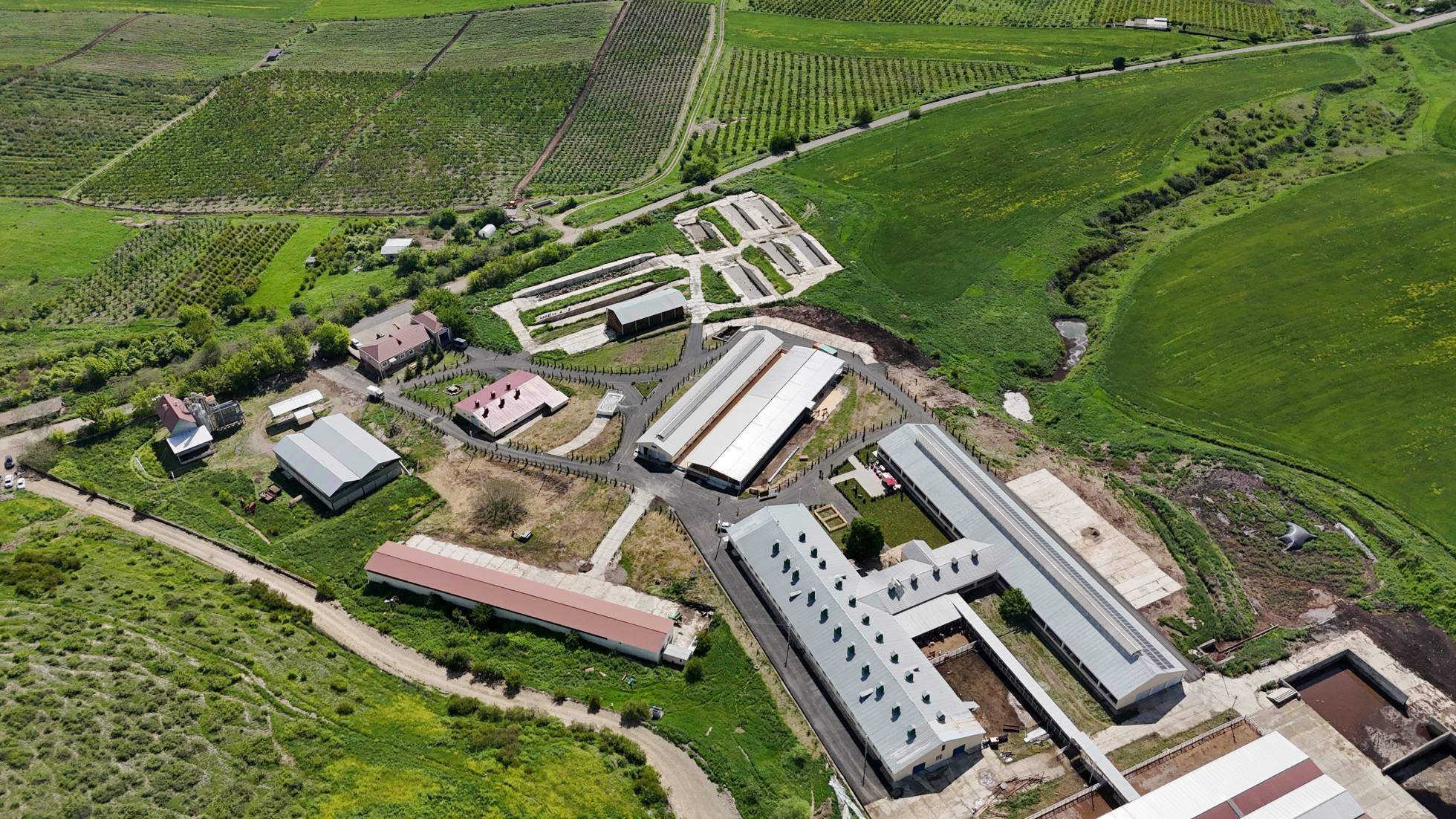
Животноводческий комплекс Qoç Ət

9 мая 2025 года на территории села открыт животноводческий комплекс ООО Крестьянско-фермерское хозяйство «Qoç Ət». Ферма рассчитана на 750 голов крупного рогатого скота. На май 2025 года поголовье насчитывает 355 голов крупного рогатого скота трёх пород. Мощность комплекса составляет 100 тонн мяса, 2 тысячи тонн молока в год. Размер комплекса составляет 7,6 гектар.

## Достопримечательности
В советский период в селе был поставлен памятник в честь соотечественников, погибших в Великой Отечественной войне.
В 1990 году, при строительстве кооперативного завода близ дороги Ханабад — Храморт (ныне Пирляр), строителями было обнаружено погребение. При осмотре погребения сотрудниками Степанакертского государственного музея помимо останков человека были обнаружены старинные воинские снаряжения и предметы быта: кинжал, наконечник копья, большой кувшин шаровидной формы, зооморфный сосуд в виде водоплавающей птицы, сердоликовые бусы, а также обломки орнаментированного сосуда. На основании анализа находок погребение было датировано XII—XI веком до н. э.
В 2010 году в селе состоялось открытие стадиона, вместимость которого составляет 132 человека.